# Giuseppe Bacci
Giuseppe Bacci (n. 27 martie 1921, Bologna, Italia – d. 24 august 2018, Bologna, Italia) a fost un ilustrator și pictor italian.
Din 1948 a început să lucreze ca ilustrator pentru cărți și reviste. Sunt multe ilustrațiile sale pentru cărțile pentru copii ale editurii Cappelli.
A colaborat mult și în domeniul publicitar. Până în anii 1960 a condus biroul de publicitate pentru distileria de lichioruri Buton. În anii următori s-a dedicat design-ului și modei. A colaborat cu Rizzoli pentru săptămânalul "„L'Europeo” apoi cu Mondadori pentru Panorama, Noi, Sorrisi e Canzoni și Ciak. S-a îngrijit de toate portretele și ilustrațiile pentru cotidianul „L'Indipendente”, condus de Riccardo Levvi.
În ultimii ani s-a dedicat doar picturii.
 